# Bendis

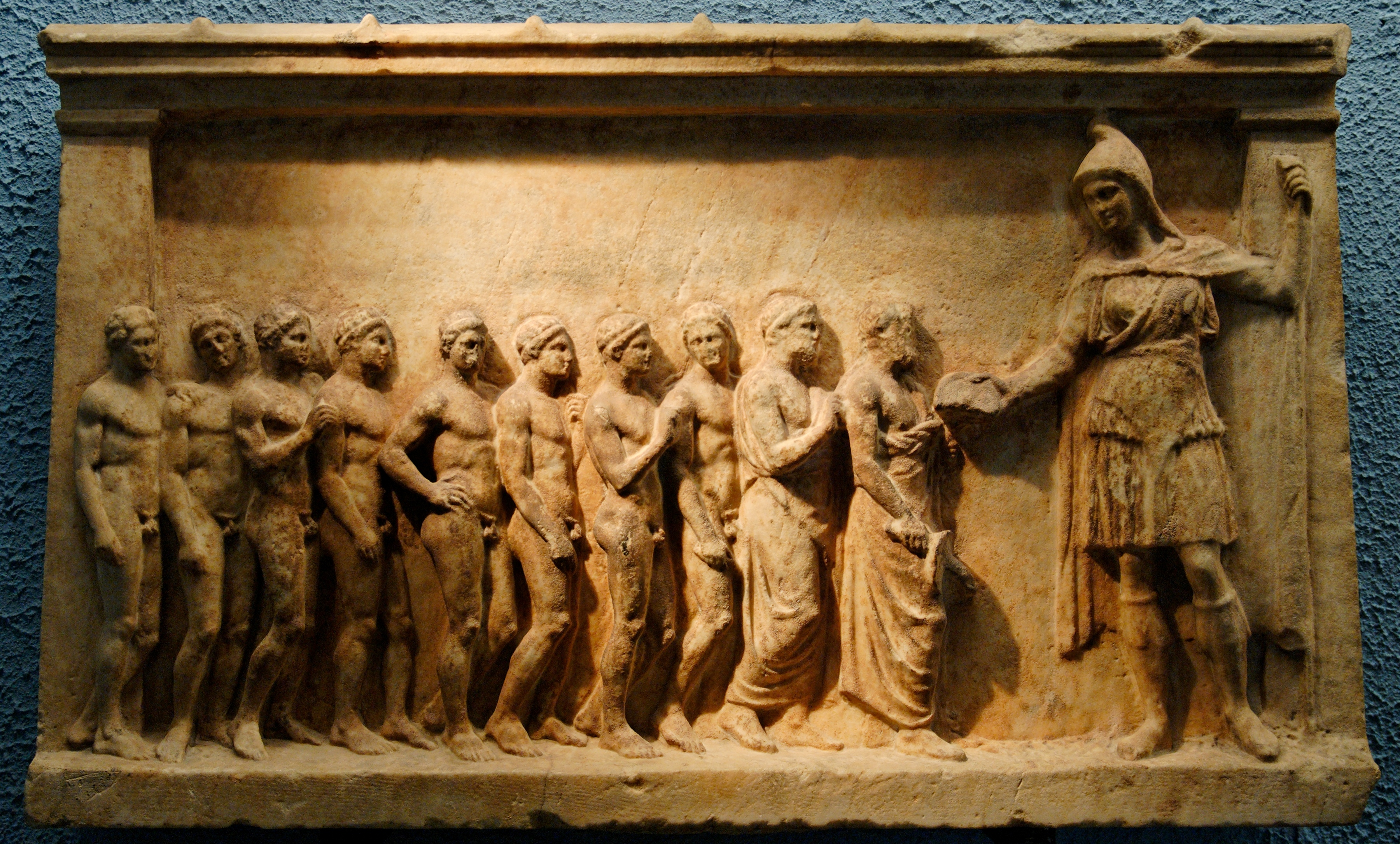
Bendis i els seus adoradors, possiblement els atletes que participen en honor a la deessa. Relleu votiu de marbre, producció atenesa, cap al 400-375 aC. Es té fama de provenir del Pireu, més probablement de la zona d'un temple de Bendis a Múnic.

Bendis era una deessa d'origen traci a qui es dedicaven les festes rituals dels Bendídia a Atenes, cada mes de Calendari àtic (maig/juny). La descripció de la festa ens és donada a l'obertura de la República de Plató (327a) de la veu de Sòcrates.
Bendis està parcialment associada a Àrtemis pels seus atributs com mostra el relleu que hi ha al costat, descobert al Pireu, el port d'Atenes, al sector on es trobava el Bendideion, el seu temple, prop del turó de Munichie. Les seves habilitats són, però, poc conegudes, per manca de fonts.
Va ser introduïda al Panteó atenès a finals del segle V aC. - la data és incerta, probablement entre el 431 i el 419.
El seu culte va continuar al segle iv aC. després almenys fins al segle II aC. segons un decret descobert a les excavacions americanes de l'Àgora d'Atenes.